# Thomas Henry Kearney
Thomas Henry Kearney ( 27 de junio de 1874, Cincinnati, Ohio - 1956) fue un botánico estadounidense. Kearney fue presidente de la Sociedad Botánica de Washington en 1917.

## Algunas publicaciones
- thomas h. Kearney, robert hibbs Peebles. 1960. Arizona Flora. Ed. ilustrada de Univ. of California Press, 1.085 pp. ISBN 0520006372, ISBN 9780520006379 en línea

- ----------------------, ---------------------------. 1942. Flowering Plants and Ferns of Arizona. Nº 423 de Miscellaneous publication (USDA) Ed. U.S. Gov. Printing Office, 1.069 pp. en línea

- ----------------------, carl s. Scofield. 1936. The choice of crops for saline land. Nº 404 Circular (USDA) Ed. USDA, 24 pp.

- ----------------------. 1913. Seed selection of Egyptian cotton. Nº 38 de Bull. of USDA. Ed. USDA, 8 pp.

- ----------------------. 1912. Elección de plantas propias para terrenos salados. Nº 446 de Dept. bull. Ed. Imprenta y Fototipia de la Secretaría de Fomento, 62 pp.

- La abreviatura «Kearney» se emplea para indicar a Thomas Henry Kearney como autoridad en la descripción y clasificación científica de los vegetales.[4]